# Vilares (Murça)
Vilares is een plaats (freguesia) in de Portugese gemeente Murça en telt 268 inwoners (2001).